# Cascades du Serio

Les cascades du Serio sont formées par la rivière éponyme, quelques kilomètres après sa naissance, dans les Alpes bergamasques, dans la province de Bergame. Le point haut de la cascade se situe à environ 1 750 m d'altitude. On les trouve sur le territoire de Valbondione, dans le haut Val Seriana. 
Au total, les cascades forment un saut de 315 mètres, ce qui en fait la cascade la plus haute d’Italie. Elle est formée de trois grands sauts de 166, 74 et 75 mètres. Avant la construction du barrage en amont, en  cas de tempêtes particulières et de pluies persistantes, les cascades pouvaient apparaître comme une unique cascade. 

## Histoire
Déjà en 1808, Giovanni Maironi da Ponte décrivait le caractère unique des cascades. 
À partir de 1932, année de la construction du barrage du lac de Barbellino, elles ne sont plus visibles car le bassin du barrage conserve les eaux qui les alimentent. 
Ce n'est que depuis 1969 que les chutes ont pu être admirées grâce à un accord entre Enel, propriétaire du barrage, et l'administration de Valbondione, sur le territoire de laquelle elles se trouvent. Les cascades sont redevenues visibles de façon permanente entre 1975 et 1977, lorsque le bassin a été complètement vidé en raison de travaux de restauration du barrage . 
Il est possible de profiter de la cascade cinq fois par an, généralement un dimanche par mois entre juin et octobre. À ces cinq dates, le réservoir de Barbellino est ouvert pendant une demi-heure, laissant couler l’eau entre 8 000 et 10 000 m3 d'eau. Ces eaux, une fois le saut effectué, vont augmenter le débit du Serio de 4,5 à 6 m3 d’eau par seconde. 
L’attrait touristique de l’ouverture des chutes est devenu une source d’économie pour la ville de Valbondione : il attire des centaines de touristes qui se cachent le long des sentiers devant la cascade ou qui restent au refuge voisin de Curò. Les chutes sont représentées dans les mêmes armoiries de la communauté montagnarde de la haute vallée de Seriana. 
Ils ont également servi de cadre naturel à certains clichés de Call Me by Your Name de Luca Guadagnino en 2017 et cités dans le roman historique Aeternum de Nazareth Simoncelli. 

## Formation

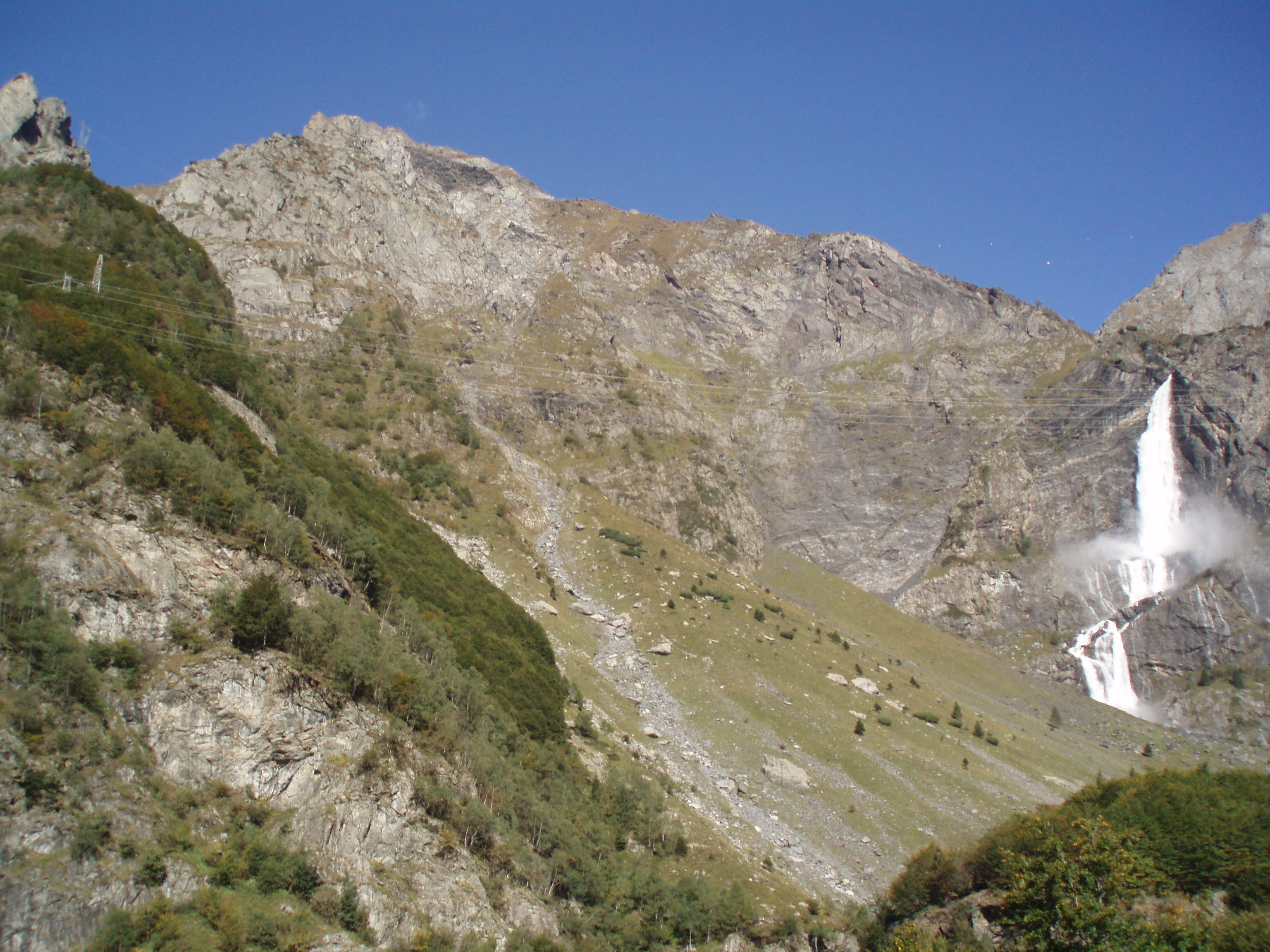
L'environnement alpin qui entoure les chutes.

Autour des chutes, une légende raconte leur formation. 
On raconte que dans la région de Pian del Barbellino, une femme noble vivait dans son château et était amoureuse d'un berger qui errait avec son troupeau dans ces montagnes. Cependant, il était fiancé à une belle fille du village et n'avait pas l'intention de la quitter. 
Un jour, la noble femme l'enleva et la fit enfermer dans les prisons du château sur les hauteurs de Barbellino. La prisonnière pleura si fort qu'elle se transforma en ruisseau puis en torrent qui balayait tout sur son passage, y compris le château et la noble femme, changeant le paysage et créant la cascade. 
Plus probablement, les chutes sont nées il y a plusieurs centaines de milliers d'années. Dans les temps anciens, sur le Piano del Barbellino, il devait y avoir un lac contenu par les roches volcaniques qui forment les montagnes environnantes. Au fil du temps, l' action érosive de l'eau a réussi à percer ces roches, formant ainsi la cascade. Ensuite, l'action de modélisation des glaciers du Quaternaire a façonné le saut, érodant le rocher où il était plus fragile. L'homme a ensuite imité la nature en construisant le grand barrage de Barbellino qui a de nouveau bloqué les eaux. 

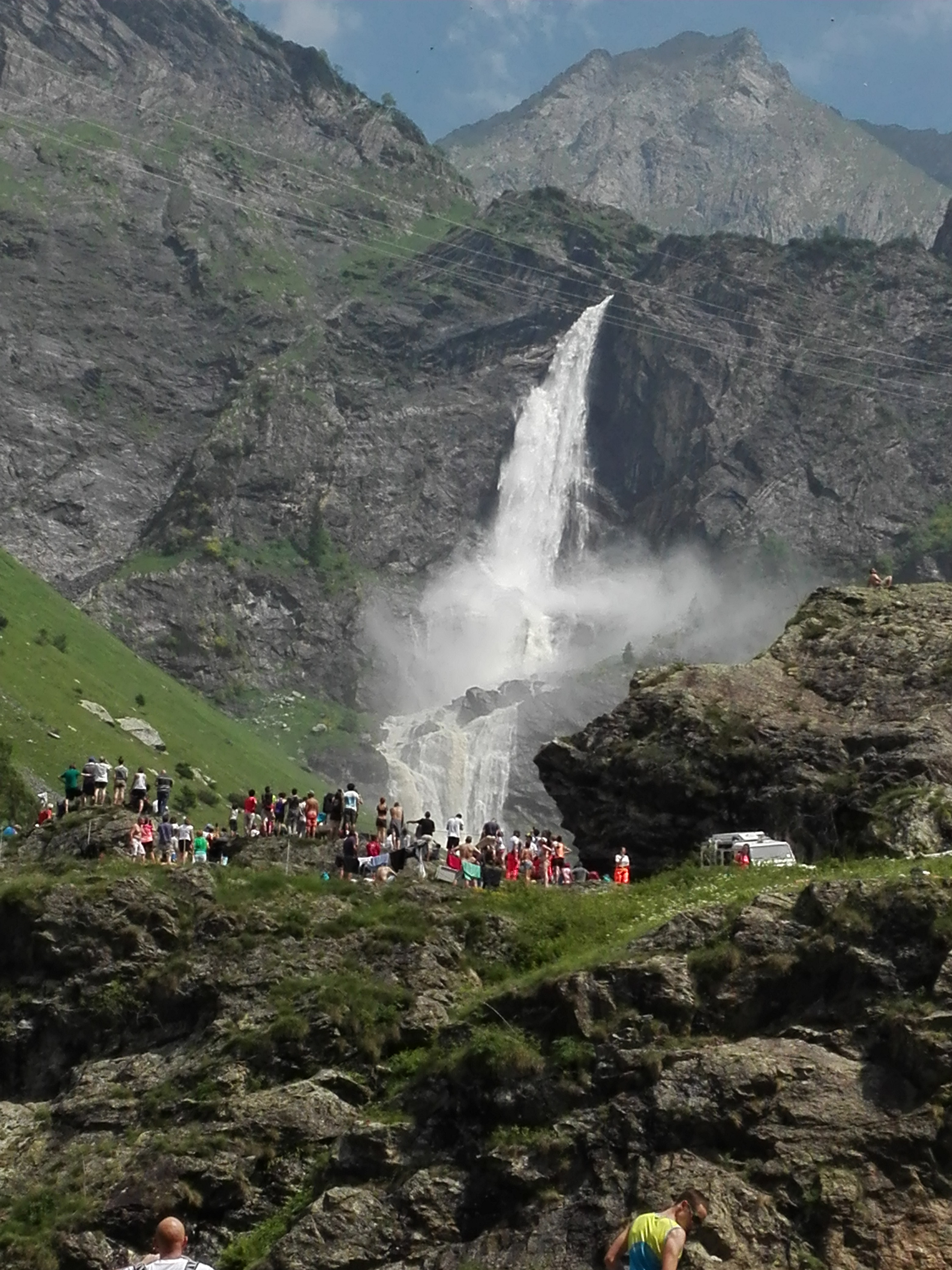
Vue sur la cascade.

## Citations
Ainsi, Giovanni Maironi da Ponte décrit le lieu du saut étincelant de plus de 300 mètres au XVIIIe siècle. 
Au XIXe siècle, les chutes sont incluses dans l'atlas géographique de la maison d'édition Vallardi (La Terra, trattato popolare di geografia universale), où une description détaillée du lieu et du triple saut apparaît.